# Prekorađe
Prekorađe (izvirno srbsko Прекорађе) je naselje v Srbiji, ki upravno spada pod Občino Kuršumlija; slednja pa je del Topliškega upravnega okraja.

## Demografija
V naselju, katerega izvirno (srbsko-cirilično) ime je Прекорађе, živi 22 polnoletnih prebivalcev, pri čemer je njihova povprečna starost 55,2 let (54,5 pri moških in 56,5 pri ženskah). Naselje ima 12 gospodinjstev, pri čemer je povprečno število članov na gospodinjstvo 1,83.
To naselje je popolnoma srbsko (glede na rezultate popisa iz leta 2002), a v času zadnjih treh popisov je opazno zmanjšanje števila prebivalcev.
|  |

| Demografija | Demografija     | Demografija     |
| Leto        | Št. prebivalcev | Št. prebivalcev |
| ----------- | --------------- | --------------- |
|             |                 |                 |
|             |                 |                 |
|             |                 |                 |
|             |                 |                 |
| 1948        | 161             |                 |
| 1953        | 166             |                 |
| 1961        | 148             |                 |
| 1971        | 102             |                 |
| 1981        | 69              |                 |
| 1991        | 31              | 31              |
| 2002        | 22              | 22              |
|             |                 |                 |

| Etnična sestava po popisu iz leta 2002 | Etnična sestava po popisu iz leta 2002 | Etnična sestava po popisu iz leta 2002 | Etnična sestava po popisu iz leta 2002 | Etnična sestava po popisu iz leta 2002 |
| -------------------------------------- | -------------------------------------- | -------------------------------------- | -------------------------------------- | -------------------------------------- |
| Srbi                                   | Srbi                                   |                                        | 22                                     | 100,0%                                 |
| Neznano                                | Neznano                                |                                        | 0                                      | 0,0%                                   |